# 佐竹義遵
佐竹 義遵 1838年5月11日（天保9年） - 1901年3月7日（明治34年)は、佐竹氏一門の佐竹西家17代当主。久保田藩大館第11代所預。男爵。
父は西家佐竹義茂。母は佐竹義術の娘武子。正室は岩城隆喜の七女、寿(ナカ)、通称、仲子。子は佐竹義孝、佐竹正一。幼名は隆之助。通称九郎、大和。諱(いみな):本名は義倫、義貴、義純(よしすみ･ぎじゅん)、義遵(ぎじゅん)。号は桂城、以遠斎、松斎、醒扇軒。字(あざな)は君彝。

## 経歴
大館城代佐竹義茂の子として生まれる。1864年（元治元年）、父の隠居により家督相続。慶応4年（1868年）の戊辰戦争の際、久保田藩が新政府軍につき、列藩同盟側の盛岡藩（南部家）に8月に大館城を攻撃され、支えきれずに8月22日城に火を放って退却した（大館城攻城戦）。8月28日には佐賀藩からの援軍を受けて反撃し、9月5日に盛岡藩軍が撤退したため大館を奪還した。1868年（慶応4年、明治元年）には新政府の命で盛岡藩の盛岡城受け取りを務める。1869年（明治2年）久保田羽前取締所権知事を拝命。1874年（明治7年）大蔵省に出仕する。1875年（明治8年）大蔵省を辞職して大館に帰る。1900年（明治33年）戊辰戦争での功績により男爵に叙される。1901年（明治34年）死去。享年64。

## 栄典
- 1900年（明治33年）5月9日 - 男爵[1]